# Svaz léčebných lázní České republiky
Svaz léčebných lázní České republiky (ve zkratce SLL) je zájmové profesní uskupení, které sdružuje instituce, jež na území státu poskytují lázeňskou péči. V kooperaci se Sdružením lázeňských míst České republiky hájí zájmy svých členů. Úspěšně se jim například podařilo zvrátit rozhodnutí Ministerstva zdravotnictví České republiky z roku 2012, které omezilo úhradu léčebné péče v lázních ze strany zdravotních pojišťoven, což mělo za následek hospodářské problémy některých lázní, kupříkladu Velichovek, Janských Lázní či Darkova.
V čele svazu stojí prezident, jímž je Eduard Bláha z lázní Jáchymov a Luhačovice.